# Koulikoro
Koulikoro (bambara: Kulikɔrɔ) – miasto w Mali nad rzeką Niger, ośrodek administracyjny regionu Koulikoro, ok. 26 000 mieszkańców.
Miasto jest końcową stacją linii kolejowej Dakar-Niger. W okresie od sierpnia do listopada możliwy jest transport rzeką Niger do Ségou, Mopti, Timbuktu i Gao.

## Miasta partnerskie
- Bous, Niemcy[1]
- Quetigny, Francja[1]